# エクスナレッジ (出版社)
株式会社エクスナレッジは、日本の出版社。月刊誌『建築知識』をはじめとして建築分野では日本最大規模。建築・住宅・インテリア分野の雑誌・書籍の刊行を主とするが、医療・健康・資格分野にも出版領域を広げている。

## 沿革
- 1959年1月、『建築知識』創刊（発行元：全日本建築士会出版局）
- 1960年6月、（株）建築知識社設立（『建築知識』の発行元となる）
- 1968年10月、（株）日本ハウジングセンター設立（現在の経営母体となる）
- 1973年3月、（株）日本ハウジングセンターと（株）建築知識社が合併（日本ハウジングセンターが『建築知識』の発行元となる）
- 1978年9月、（株）建築知識へ社名変更
- 2000年4月、（株）エクスナレッジへ社名変更

## 雑誌
- 月刊
  - 建築知識
- 季刊
  - 建築知識ビルダーズ